# Egon Bork
Otto Egon Bork (født 7. november 1902 i Kolding, død 6. januar 1989 i Hellerup) var mest kendt som redaktør af Gyldendals Røde Ordbøger i tysk i mere end 50 år.
Egon Borks fædrene slægt var fra Sønderjylland. Moderen var tysker fra Rhinlandet, og med hende talte han altid tysk, så han talte tysk og dansk lige perfekt fra barnsben af. I 1905 flyttede familien til Randers og i 1907 videre til København (Nørrebro), hvor hans far, elektriker og fabrikant Hans Sørensen Bork grundlagde fabrikken Nordisk Simplex. Egon Bork blev i 1937 gift med Grete Juel-Hansen, der var ham en god støtte, også i ordbogsarbejdet. De fik to døtre, født hhv. i 1940 og i 1942.
Egon Bork gik i Prinsesse Charlottegades Betalingsskole 1910-14, Raadmandsgades Mellemskole 1914-18, og dernæst Østersøgades Gymnasium, hvorfra han blev nysproglig student i 1922. I 1928 blev han cand.mag. med tysk som hovedfag og engelsk som bifag. Der var dengang stor arbejdsløshed blandt gymnasielærere og andre akademikere, så Bork fik ingen fast stilling de første år, men varetog bl.a. vikariater i gymnasieskolen.
I 1932 overlod Ernst Kaper redaktionen af Gyldendals Røde Ordbøger i tysk til Egon Bork. Ordbøgerne var grundlagt af Ernst Kapers far, Johannes Kaper, der forlod Flensborg efter 2. slesvigske krig, idet han var dansksindet. Da Johannes Kaper døde i 1905, videreførtes ordbøgerne og nogle lærebøger af sønnen Ernst Kaper, der imidlertid fik travlt som borgmester for magistratens første afdeling i København, så han ville afløses som ordbogsredaktør og lærebogsudgiver.
I 1933 grundlagde Egon Bork Tysklærerforeningen som en forening for gymnasielærere i tysk. Han var endvidere foreningens formand 1955-1970. Han var også medgrundlægger af Sproglærerforeningen for København, Sprogsam, som er en forening for folkeskolelærere, der senere udnævnte ham til æresmedlem. Efter mange års forberedelse var han medgrundlægger af Internationaler Deutschlehrer-Verband (IDV), en paraplyorganisation for tysklærerforeninger over hele verden. Han blev IDV's første formand, og i 1974 blev han æret med betegnelsen Gründungspräsident des IDV.
1948-1960 var Bork medlem af Dansk Magisterforenings bestyrelse.
I 1935 blev Bork adjunkt på Christianshavns Gymnasium, og i 1947 blev han lektor indtil pensioneringen i 1970. Han var kendt som en dygtig lærer, en god pædagog, og samme ry havde hans farfar, der var lærer, så han havde det ikke fra fremmede.
Han var en god tegner, og i 1936 tog han tegnelærereksamen for at bruge tegning som et ekstra fag i gymnasiets mellemskole.
Bork har også undervist på det daværende Femmers Kvindeseminarium og på Københavns kommunes fortsættelseskursus.
1935-1952 var Egon Bork faginspektør ved Københavns Kommunale Aftenskole, hvor han varetog tilsynet med sprogfagene.
1952-1965 var Egon Bork sprogkonsulent og producer ved Danmarks Radio, hvor han markerede sig som innovativ fornyer af sprogundervisning gennem radioen kombineret med aftenskolekurser.
I 1964 modtog Bork Goethemedaljen og i 1969 Gyldendals Boglegat.